# Менекей (отец Креонта)
Менекей (др.-греч. Μενοικεύς) — персонаж древнегреческой мифологии. Фиванец, внук Пенфея. Отец Креонта и Иокасты. По версии, приводимой у Гигина, именно он согласно словам Тиресия бросился со стены города, когда Фивы поразил неурожай из-за брака Эдипа; либо Фивы поразила чума. См. о другой версии мифа Менекей (сын Креонта).